# Пинцировка

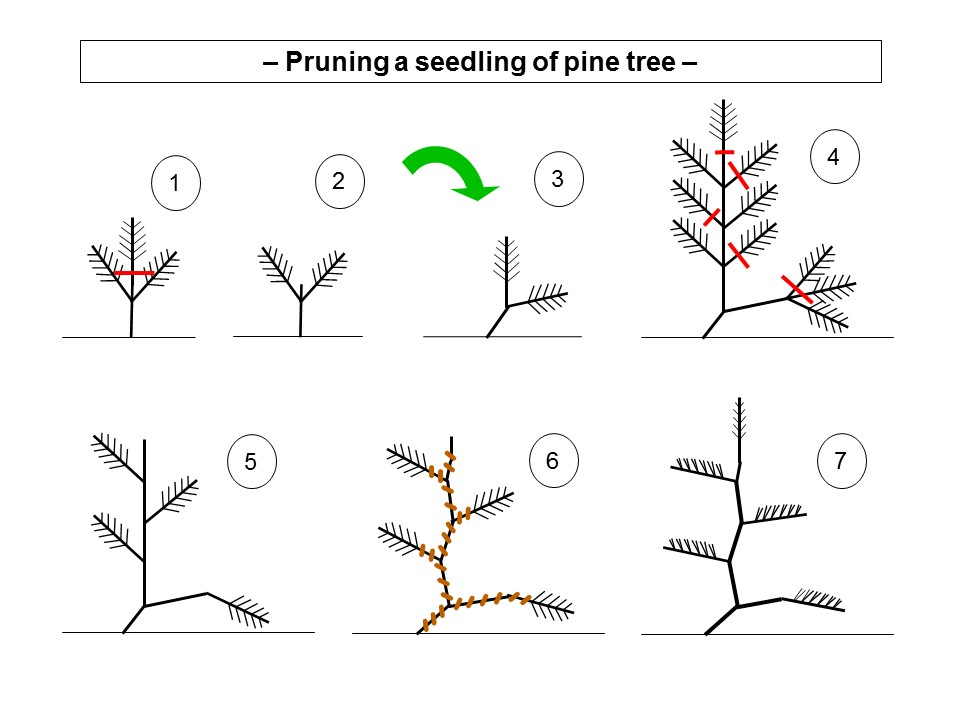
Прищипывание сеянца сосны

Пинцировка (от нем. pinzieren — «удалять конец»), также прищипка, прищипывание верхушек, — удаление верхней части молодого побега у растения (также — корня при пикировке).
Метод применяется в огородничестве, плодоводстве и цветоводстве, имеет целью вызвать взамен верхушечного роста усиленное развитие боковых частей растения (у сельскохозяйственных культур — в первую очередь для увеличения урожайности).

## Примеры использования
В парниках и теплицах прищипывают верхушечные почки огурцов над вторым или четвёртым листочком рассады, чтобы вызвать из пазух листьев рост боковых побегов, дающих начало основным плодоносным плетям; прищипывают также лишние почки, чтобы или вызвать усиленный рост побегов из почек, оставленных нетронутыми, или только уничтожить появление нежелательных побегов, — приём, действующий подобно «короткой обрезке на рост» или «обрезке на уничтожение» (см. Обрезка). Кроме огурцов распространена пинцировка баклажана, брюссельской капусты, а также двулетних овощей в открытом грунте, выращиваемых для получения семян, — моркови и свёклы.